# Charlottegrube
Charlottegrube was een werkkamp dat fungeerde als subkamp van Auschwitz. In Charlottegrube, gelegen in het dorp Rydułtowy, werd aan mijnbouw gedaan. Uit de Charlotte-mijn werden kolen gehaald die nodig waren voor de oorlogvoering. Het project stond onder leiding van het bedrijf Hermann Göring Werke. Er werkten 833 gevangenen in het kamp.

## Zie  ook
- Lijst van buitenkampen van Auschwitz